# Šiaulių Arena
Die Šiaulių Arena ist eine Mehrzweckhalle in der litauischen Stadt Šiauliai. Die Halle wird hauptsächlich für Basketballspiele als auch für Konzerte genutzt. Der Basketballclub KK Šiauliai trägt in der Arena seit der Eröffnung am 27. Juli 2007 seine Heimspiele aus. Zudem war die Arena Austragungsstätte der Gruppe B der Basketball-Europameisterschaft 2011.

## Geschichte
Die Arena wurde vom Bauunternehmen Panevėžio Statybos Trestas aus Panevėžys in 18 Monaten errichtet. Die Baukosten betrugen 75,5 Mio. Litas (rund 21,87 Mio. Euro).

## Galerie

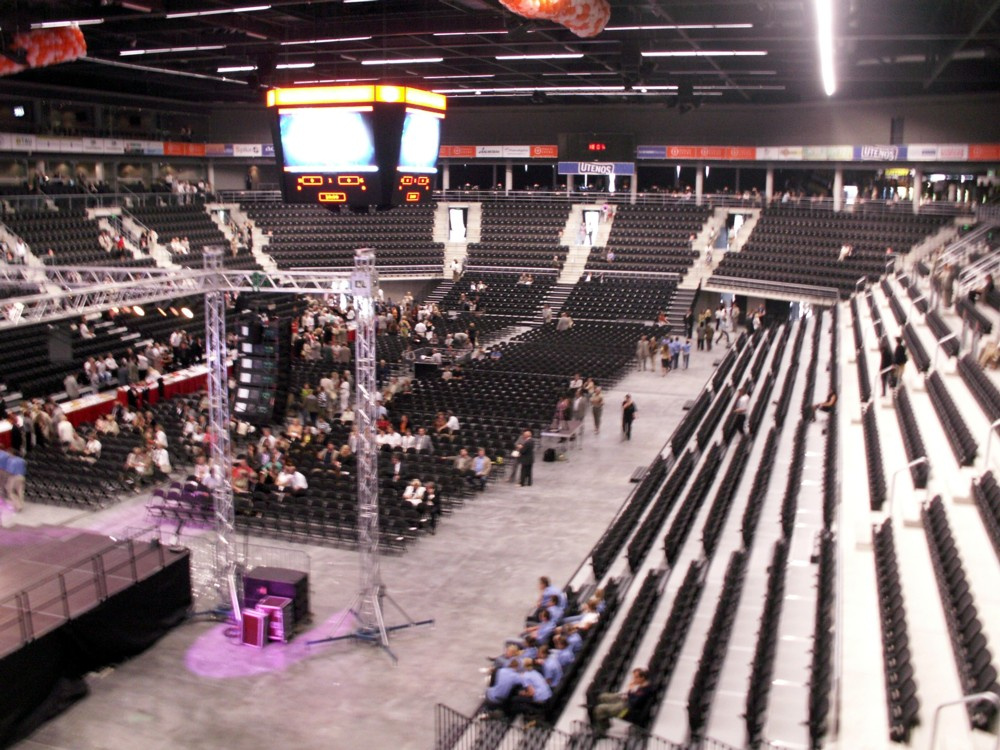
Der Innenraum der Arena
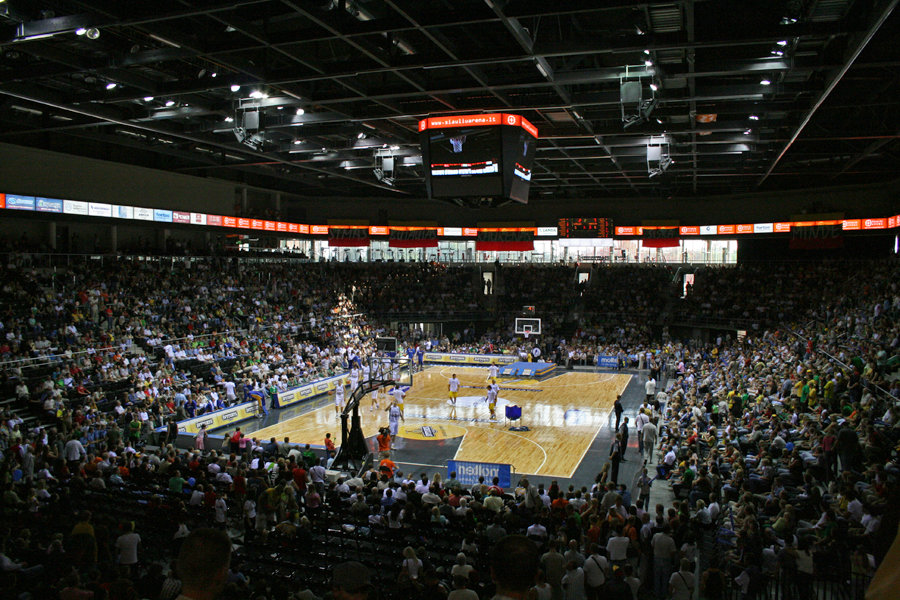
Basketball in der Arena